# مينستر (أوهايو)
مينستر، أوهايو

مينستر (بالإنجليزية: Minster)‏ هي مدينة أمريكية تقع في ولاية أوهايو. تبلغ مساحة هذه المدينة 4.9 (كم²)،ويبلغ عدد سكانها 2794 نسمة حسب إحصاء سنة 2010 م 2794.تشير إحصاءات سنة 2000م بأن الكثافة السكانية في هذه المدينة تقدر بـ(574.5) نسمة/كم2 

## التركيبة السكانية
قام مكتب تعداد الولايات المتحدة بتحديد بيانات التركيبة السكانية لمينستر في تعداد الولايات المتحدة. في ما يلي، التركيبة السكانية حسب تعدادي 2000 و2010.

### تعداد عام 2000
بلغ عدد سكان مينستر 2,794 نسمة بحسب تعداد عام 2000، وبلغ عدد الأسر 999 أسرة وعدد العائلات 748 عائلة مقيمة في القرية. في حين سجلت الكثافة السكانية 1,488.1 نسمة لكل ميل مربع (574.6/كم2). وبلغ عدد الوحدات السكنية 1,033 وحدة بمتوسط كثافة قدره 550.2 نسمة لكل ميل مربع (212.4/كم2).
وتوزع التركيب العرقي للقرية بنسبة 99.68% من البيض و 0.07% من الأمريكيين الأصليين و 0.07% من الأمريكيين ذوي الأصول الآسيوية و 0.18% من عرقين مختلطين أو أكثر.
بلغ عدد الأسر 999 أسرة كانت نسبة 36.3% منها لديها أطفال تحت سن الثامنة عشر تعيش معهم، وبلغت نسبة الأزواج القاطنين مع بعضهم البعض 67.7% من أصل المجموع الكلي للأسر، ونسبة 4.6% من الأسر كان لديها معيلات من الإناث دون وجود شريك، وكانت نسبة 25.1% من غير العائلات. تألفت نسبة 23.7% من أصل جميع الأسر من أفراد ونسبة 11.4% كانوا يعيش معهم شخص وحيد يبلغ من العمر 65 عاماً فما فوق. وبلغ متوسط حجم الأسرة المعيشية 3.22، أما متوسط حجم العائلات فبلغ 2.69.
بلغ العمر الوسطي للسكان 37 عاماً. وكانت نسبة 29.0% من القاطنين تحت سن الثامنة عشر، وكانت نسبة 6.5% بين الثامنة عشر والأربعة وعشرون عاماً، ونسبة 27.3% كانت واقعةً في الفئة العمرية ما بين الخامسة والعشرون حتى والأربعة وأربعون عاماً، ونسبة 19.4% كانت ما بين الخامسة والأربعون حتى الرابعة والستون، ونسبة 17.8% كانت ضمن فئة الخامسة والستون عاماً فما فوق. يوجد لكل 100 أنثى 94.7 ذكر، ويوجد لكل 100 أنثى في الثامنة عشر من عمرها فما فوق 90.3 ذكر.
بلغ متوسط دخل الأسرة في القرية 57,315 دولار، أما متوسط دخل العائلة فبلغ 66,176 دولار. وكان متوسط دخل الذكور 49,215 دولار مقابل 27,826 دولار للإناث. وسجل دخل الفرد الخاص بالقرية 22,149 دولار. وكانت نسبة 4.2% من العائلات ونسبة 3.6% من السكان تحت خط الفقر، وكان من هؤلاء نسبة 0.4% تحت سن الثامنة عشر ونسبة 13.3% في الخامسة والستين من العمر وما فوق.

### تعداد عام 2010
بلغ عدد سكان مينستر 2,805 نسمة بحسب تعداد عام 2010، وبلغ عدد الأسر 1,045 أسرة وعدد العائلات 741 عائلة مقيمة في القرية. في حين سجلت الكثافة السكانية 1,453.4 نسمة لكل ميل مربع (561.2/كم2). وبلغ عدد الوحدات السكنية 1,136 وحدة بمتوسط كثافة قدره 588.6 لكل ميل مربع (227.3/كم2).
وتوزع التركيب العرقي للقرية بنسبة 99.3% من البيض و 0.1% من الأمريكيين ذوي الأصول الآسيوية و 0.1% من سكان جزر المحيط الهادئ و 0.4% من عرقين مختلطين أو أكثر.
بلغ عدد الأسر 1,045 أسرة كانت نسبة 34.1% منها لديها أطفال تحت سن الثامنة عشر تعيش معهم، وبلغت نسبة الأزواج القاطنين مع بعضهم البعض 63.2% من أصل المجموع الكلي للأسر، ونسبة 4.8% من الأسر كان لديها معيلات من الإناث دون وجود شريك، بينما كانت نسبة 3.0% من الأسر لديها معيلون من الذكور دون وجود شريكة وكانت نسبة 29.1% من غير العائلات. وبلغ متوسط حجم الأسرة المعيشية 3.18، أما متوسط حجم العائلات فبلغ 2.60.
بلغ العمر الوسطي للسكان 39.9 عاماً. وكانت نسبة 28.9% من القاطنين تحت سن الثامنة عشر، وكانت نسبة 4.5% بين الثامنة عشر والأربعة وعشرون عاماً، ونسبة 22.3% كانت واقعةً في الفئة العمرية ما بين الخامسة والعشرون حتى والأربعة وأربعون عاماً، ونسبة 27.2% كانت ما بين الخامسة والأربعون حتى الرابعة والستون، ونسبة 16.9% كانت ضمن فئة الخامسة والستون عاماً فما فوق. وتوزع التركيب الجنسي للسكان بنسبة 49.7% ذكور و50.3% إناث.